# 1040'erne
Århundreder: 10. århundrede – 11. århundrede – 12. århundrede
Årtier: 990'erne 1000'erne 1010'erne 1020'erne 1030'erne – 1040'erne – 1050'erne 1060'erne 1070'erne 1080'erne 1090'erne
År: 1040 1041 1042 1043 1044 1045 1046 1047 1048 1049